# NGC 1183
NGC 1183 – gwiazda o jasności obserwowanej ok. 14m, znajdująca się w gwiazdozbiorze Perseusza, widoczna na niebie w pobliżu galaktyki NGC 1175. Skatalogował ją Guillaume Bigourdan 17 grudnia 1884 roku jako obiekt typu „mgławicowego”, lecz popełnił błąd w odległości biegunowej wielkości 1°.